# Photographic Convention of the United Kingdom

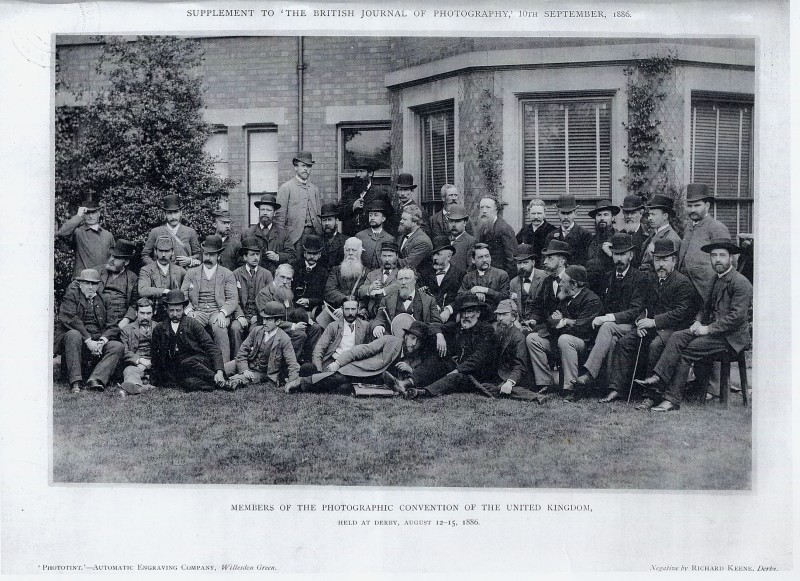
Zakládající členové PCUK na zahajovací konferenci v Derby 1886

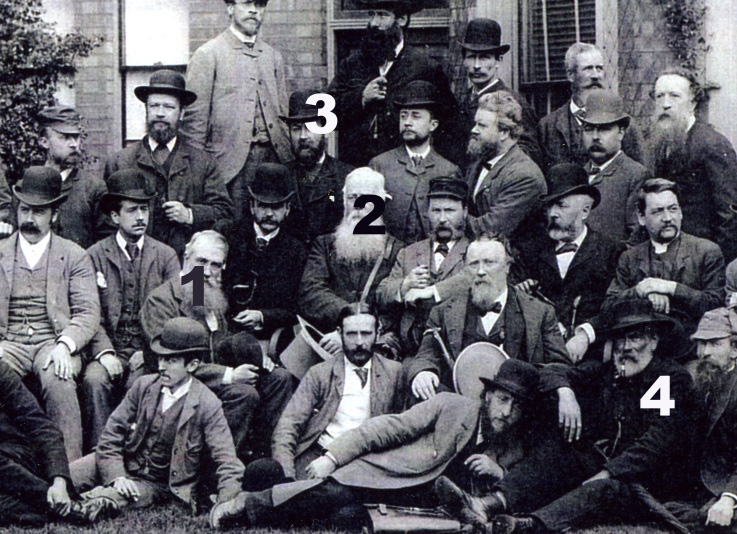
Výřez skupinové fotografie Photographic Convention z roku 1886: 1. William England, 2. Alexander Tate. 3. Alfred Seaman. 4. Richard Keene

Photographic Convention of the United Kingdom (Fotografická konference Spojeného království) (PCUK) byla založena v roce 1886 a první ustanovující konference se uskutečnila ve městě Derby v Anglii v srpnu téhož roku.

## Historie
Zakládajícími členy byla směs profesionálních fotografů a bohatých amatérů. Významní profesionální fotografové přítomní na prvním setkání byli William England , hlavní fotograf London Stereoscopic Company; Richard Keene, který se později stal členem Linked Ring a Alfred Seaman, který založil velké množství studií v Midlands a na severu Anglie. Přední malíř a fotograf Henry Peach Robinson byl nejprve členem a v roce 1896 byl zvolen prezidentem.
V roce 1899 byl zvolen prezidentem prominentní skotský profesionální fotograf William Crooke. Mnoho zakládajících členů bylo také členy Královské fotografické společnosti, ale usilovali o založení organizace s neformálním a společenským účelem - "kombinací rysů příjemného výletu s fotografickým duševním třením".
Účast na prvním zasedání bylo 48 lidí, ale v nadcházejících letech rychle rostla, až roku 1898 dosáhla 328 zúčastněných. Vzorem konference bylo zvolit si město, kde by účastníky "hostila" místní fotografická společnost. Jako základny byl vybrán velký hotel a tři až čtyři dny byly věnovány programu, přednáškám, výletům, výstavám a večeřím.

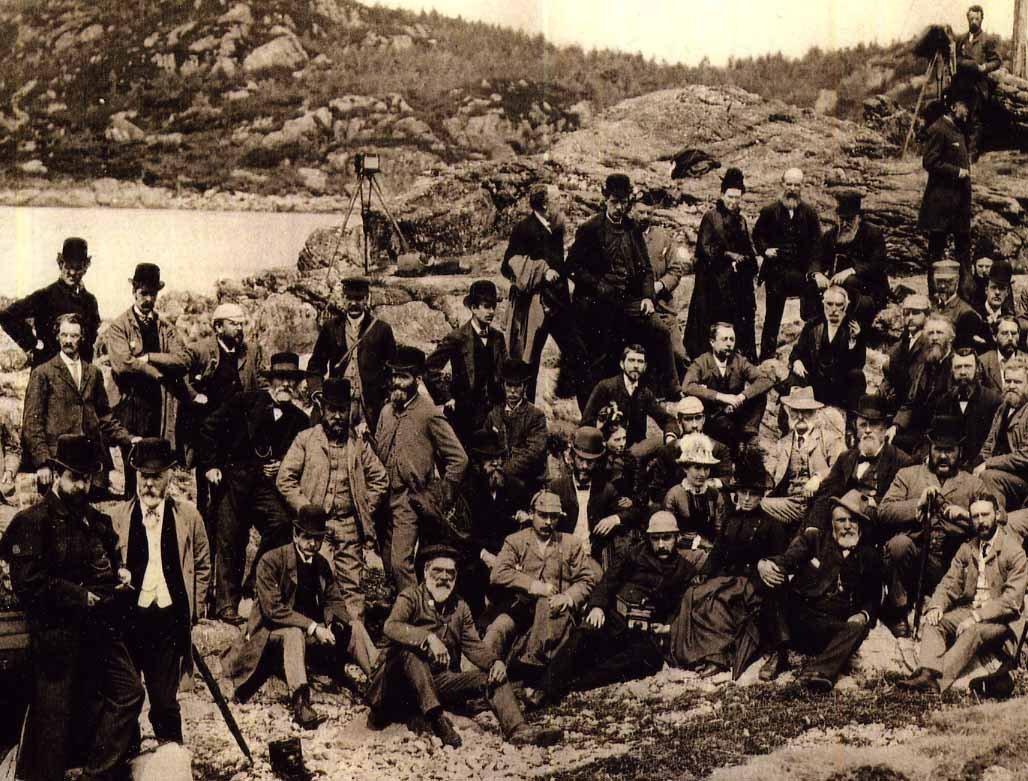
Členové PCUK na výletě do Tarbertu během konference v Glasgow v roce 1887

Konference během Viktoriánské éry se konaly v následujících městech:
- 1886 Derby
- 1887 Glasgow
- 1888 Birmingham
- 1889 Londýn
- 1890 Chester
- 1892 Edinburgh
- 1893 Plymouth
- 1894 Dublin
- 1895 Shrewsbury
- 1896 Leeds
- 1897 Big Yarmouth
- 1898 Glasgow
- 1899 Gloucester
- 1900 Newcastle upon Tyne
- 1901 Oxford

Během devatenáctého století se spolek živě zaměřoval na debatu a experimentování s fotografií. Po skončení první světové války se zájem vytrácel a PCUK zkomíral stárnutím členů a klesajícím počtem. Existence spolku skončila v roce 1935.